# یوآخیم میسینگ
یوآخیم میسینگ (آلمانی: en:Joachim Messing؛ زادهٔ ۱۰ سپتامبر ۱۹۴۶ - درگذشته ۱۳ سپتامبر ۲۰۱۹) یک زیست‌شناس اهل آلمان-ایالات متحده آمریکا بود.